# Campionati europei di atletica leggera indoor 2019 - 400 metri piani maschili
La specialità dei 400 metri piani maschili ai campionati europei di atletica leggera indoor di Glasgow 2019 si è svolta il 1º ed il 2 marzo 2019 presso la Commonwealth Arena and Sir Chris Hoy Velodrome.
La gara è stata vinta dal norvegese Karsten Warholm con il tempo di 45"05 in finale.

## Podio
| Pos.    | Atleta          | Nazionalità |
| ------- | --------------- | ----------- |
| Oro     | Karsten Warholm | Norvegia    |
| Argento | Óscar Husillos  | Spagna      |
| Bronzo  | Tony van Diepen | Paesi Bassi |

## Record
| Record                | Record           | Record | Record                              | Record          |
| --------------------- | ---------------- | ------ | ----------------------------------- | --------------- |
| Record del Mondo      | Kerron Clement   | 44.57  | Fayetteville, Stati Uniti d'America | 12 marzo 2005   |
| Record europeo        | Thomas Schönlebe | 45.05  | Sindelfingen, Germania Est          | 5 febbraio 1988 |
| Record dei campionati | Pavel Maslák\|   | 45.33  | Praga, Repubblica Ceca              | 7 marzo 2015    |

## Programma
| Data          | Ora   | Turno      |
| ------------- | ----- | ---------- |
| 1º marzo 2019 | 10:20 | Batterie   |
| 1º marzo 2019 | 21:00 | Semifinali |
| 2 marzo 2019  | 20:22 | Finale     |

## Risultati

### Batterie
I primi due atleti classificati in ogni batteria e i migliori quattro tempi dei non qualificati avanzano in semifinale.
| Posizione | Batteria | Atleta              | Nazione       | Tempo   | Note |
| --------- | -------- | ------------------- | ------------- | ------- | ---- |
| 1         | 1        | Luka Janežič        | Slovenia      | 46.88   | Q    |
| 2         | 1        | Fabrisio Saïdy      | Francia       | 46.99   | Q    |
| 3         | 3        | Lucas Búa           | Spagna        | 47.00   | Q    |
| 4         | 4        | Karsten Warholm     | Norvegia      | 47.05   | Q    |
| 5         | 1        | Cameron Chalmers    | Gran Bretagna | 47.18   | q    |
| 6         | 4        | Vitaliy Butrym      | Ucraina       | 47.22   | Q    |
| 7         | 3        | Tony van Diepen     | Paesi Bassi   | 47.32   | Q    |
| 8         | 4        | Manuel Guijarro     | Spagna        | 47.33   | q    |
| 9         | 1        | Janis Leitis        | Lettonia      | 47.34   | q,   |
| 9         | 2        | Óscar Husillos      | Spagna        | 47.34   | Q    |
| 11        | 3        | Karol Zalewski      | Polonia       | 47.45   | q    |
| 12        | 2        | Owen Smith          | Gran Bretagna | 47.50   | Q    |
| 13        | 2        | Danylo Danylenko    | Ucraina       | 47.59   |      |
| 14        | 2        | Yavuz Can           | Turchia       | 47.63   |      |
| 15        | 2        | Vít Müller          | Rep. Ceca     | 47.69   |      |
| 16        | 1        | Ricky Petrucciani   | Svizzera      | 47.83   |      |
| 17        | 1        | Liemarvin Bonevacia | Paesi Bassi   | 47.86   |      |
| 18        | 4        | Alex Haydock-Wilson | Gran Bretagna | 47.88   |      |
| 19        | 4        | Thomas Barr         | Irlanda       | 48.22   |      |
| 20        | 3        | Carl Bengtström     | Svezia        | 49.50   |      |
| 21        | 3        | Jan Tesar           | Rep. Ceca     | 1:26.29 |      |
| -         | 3        | Cillin Greene       | Irlanda       | dnf     |      |

### Semifinale
Qualification: i primi due di ogni gruppo (Q) e i migliori due tempi più veloci tra i non qualificati (q) avanzano in finale.
| Class. | Gruppo | Atleta           | Nazione       | Tempo | Note |
| ------ | ------ | ---------------- | ------------- | ----- | ---- |
| 1      | 2      | Karsten Warholm  | Norvegia      | 45.95 | Q    |
| 2      | 1      | Óscar Husillos   | Spagna        | 46.31 | Q,   |
| 3      | 1      | Luka Janežič     | Slovenia      | 46.60 | Q    |
| 4      | 2      | Tony van Diepen  | Paesi Bassi   | 46.62 | Q,   |
| 5      | 2      | Lucas Búa        | Spagna        | 46.81 | q    |
| 6      | 1      | Fabrisio Saïdy   | Francia       | 47.07 | q    |
| 7      | 2      | Vitaliy Butrym   | Ucraina       | 47.20 |      |
| 8      | 2      | Manuel Guijarro  | Spagna        | 47.34 |      |
| 9      | 1      | Janis Leitis     | Lettonia      | 47.36 |      |
| 10     | 1      | Owen Smith       | Gran Bretagna | 47.39 |      |
| 11     | 2      | Cameron Chalmers | Gran Bretagna | 47.83 |      |
| -      | 1      | Karol Zalewski   | Polonia       | dns   |      |

### Finale
| Class   | Corsia | Atleta          | Nazione     | Tempo | Note             |
| ------- | ------ | --------------- | ----------- | ----- | ---------------- |
| Oro     | 5      | Karsten Warholm | Norvegia    | 45.05 | =AR,             |
| Argento | 6      | Óscar Husillos  | Spagna      | 45.66 | Record nazionale |
| Bronzo  | 4      | Tony van Diepen | Paesi Bassi | 46.13 | Record nazionale |
| 4       | 3      | Luka Janežič    | Slovenia    | 46.15 |                  |
| 5       | 2      | Fabrisio Saïdy  | Francia     | 46.80 |                  |
| 6       | 1      | Lucas Búa       | Spagna      | 46.92 |                  |